# Baso (geslacht)
Baso is een geslacht van hooiwagens uit de familie Podoctidae.
De wetenschappelijke naam Baso is voor het eerst geldig gepubliceerd door Roewer in 1923. 

## Soorten
Baso is monotypisch en omvat slechts de volgende soort:
- Baso jacobsoni